# Telamona ampelopsidis
Telamona ampelopsidis är en insektsart som beskrevs av Harris. Telamona ampelopsidis ingår i släktet Telamona och familjen hornstritar. Utöver nominatformen finns också underarten T. a. tigrina.